# Sacro monte
Sacro monte é uma tipologia da arte sacra cristã que simula, através da composição com estátuas realistas em tamanho natural, os eventos derradeiros da vida de Jesus. 
Como o nome sugere, usualmente os sacro montes são localizados em locais elevados, recordando o caminho de Jesus até o monte do Gólgota. Diversas capelas ou estações são montadas pelo caminho, onde são reencenados com estátuas os passos da Paixão ou da Via crucis. Esta tipologia nasceu depois que o acesso dos peregrinos cristãos à Terra Santa foi dificultado em virtude da conquista da área pelos muçulmanos. Buscava-se desta forma evocar na Europa o cenário que os cristãos já não podiam ver com seus próprios olhos. O objetivo de tais montagens era suscitar com mais veemência a piedade e o misticismo dos devotos. Na Europa diversos sacro montes importantes ainda sobrevivem, como o Sacro Monte de Varallo,na Itália, o Santuário do Bom Jesus do Monte, em Portugal, e no Brasil é famoso o Santuário do Bom Jesus de Matosinhos, em Congonhas.